# Cy-Gor (personaje)
Cy-Gor es un personaje ficticio creado por el escritor canadiense Todd McFarlane; Cy-Gor también se refiere al personaje del univero Spawn que hizo su aparición por primera vez en Spawn N.º 40 año de 1996 alcanzando una difusión sin precedente en los Estados Unidos.
El comic book de Cy-Gor apareció en el mes de julio de 1999, cuenta con seis capítulos y fue publicado por la editorial Image Comics.

## Personaje
Su nombre es la abreviación de Cyber-Gorila; fruto de los experimentos del Doctor Fredrick Willheim, nace una nueva versión del experimento del súper soldado robot, a diferencia de su versión original —Tremor— no hace uso de la ingeniería biomédica habiendo un mayor uso de implantes robóticas y a diferencia de la versión de la mafia —Overtkill— se reemplazó el cuerpo huésped con el de un gorila espalda plateada de más de tres metros de altura capturado para este fin, ya que el sistema nervioso humano no podía tolerar el nivel de dolor producido por la amputación, los implantes y operaciones —Overtkill, es una excepción que la ciencia no ha podido explicar—, por ello se decidió hacer uso de este primo evolutivo del humano.
Como era necesario que su mente pudiera razonar, Willheim utilizó un sistema de traspaso de atributos desde un cerebro humano al del gorila ya que el trasplante de cerebro era imposible; se planeaba un traspaso de características en una proporción final de 90% humano 10% simio, el máximo posible de transferencia y lo necesario para que el intelecto y razón humanas se impusieran sobre el instinto primate. Para ello se le entregó al sargento Stephen "Smitty" Smith, un novato entrenado en una división especial de la NSA, amigo y discípulo del difunto teniente coronel Al Simmons.
Descontento por el asesinato de su superior y consciente que la mayor parte de los avances utilizados en el experimento eran fruto del hurto a un cartel asiático, Smitty estaba decidido a exponer a la agencia al público, lo que lo llevó a ser el candidato idóneo para el fatal experimento.
El problema surgió al enterarse la agencia de que el doctor utilizaba los recursos no en terminar a Cy-Gor, sino intentando resucitar a su esposa en un nuevo cuerpo, por ello se ordenó a un asesino deshacerse de él. Pero al llegar a la mansión donde llevara a cabo los experimentos, solo se encontró un vídeo donde se mostraba que el doctor sufrió un infarto, que lo llevó a morir de deshidratación. Encontrándose Cy-Gor físicamente operativo, pero el doctor no terminó la transferencia y el gorila solo poseía una proporción de atributos 50/50, escapando en esta condición.
Ahora Cy-Gor es un fugitivo que en momentos racionales se sabe un monstruo creado, según su razonamiento, por culpa de Al Simmons; así su único deseo es asesinarlo. Por ello viaja hasta Nueva York guiado por su instinto, que puede rastrear el aura de Spawn, que conserva características del alma Simmons; llegando finalmente a los callejones del Rat City, donde lo encontró en compañía del mayor Forsberg.
La lucha fue rápida y sencilla. Cy-Gor, al solo tener una mente 50% humana, era presa de sus impulsos y su capacidad de razonamiento se perdía al sentir emociones fuertes. Así Spawn lo hacía creer que llevaba ventaja en la pelea y al momento de intentar acabarlo se daba cuenta de que el Spawn sólo jugaba con él; repitiendo esto muchas veces, logró frustrarlo y bloquear su pensamiento lógico, cayendo fácilmente en la trampa del engendro, quien lo acorraló e hizo que los seres de la oscuridad lo inmovilizaran para poder obtener respuestas.
Mientras la policía buscaba a Cyan durante su secuestro por Violator, allanaron los callejones, encontrando al gorila, siendo recuperado por la NSA, aunque no se ha vuelto a saber de su paradero.

### Portadas
“Fuego en mente pt. II” Archivado el 2 de septiembre de 2009 en Wayback Machine. “Agujas y Alfileres”  (enlace roto disponible en Internet Archive; véase el historial, la primera versión y la última). “Exquisito cadáver”  (enlace roto disponible en Internet Archive; véase el historial, la primera versión y la última).“Then One Foggy Christmas Eve”  (enlace roto disponible en Internet Archive; véase el historial, la primera versión y la última). “Terra Plane”  (enlace roto disponible en Internet Archive; véase el historial, la primera versión y la última).
- Datos: Q5197280